# Конструирование программного обеспечения
Конструирование программного обеспечения — дисциплина программной инженерии. Это детальное создание работающего программного обеспечения посредством комбинации кодирования, верификации, модульного тестирования, интеграционного тестирования и отладки. Оно связано со всеми другими дисциплинами программной инженерии, наиболее сильно с проектированием и тестированием.

## Основы конструирования ПО

### Минимизация сложности
Уменьшенная сложность достигается за счёт упора на создание простого и читаемого, а не искусного кода, а также использования стандартов и многочисленных специфических методов написания кода. Также она поддерживается методами конструктивно-ориентированного качества.

### Предвосхищение изменений
Предвосхищение изменений поддерживается многими специфическими методами набора кода:
- Методы коммуникации: такие как стандарты форматов документов и содержимого.
- Языки программирования
- Платформы
- Инструменты: такие как схематические стандарты для нотаций, например, язык UML.

### Конструирование для верификации
Конструирование для верификации означает построение программного обеспечения таким образом, что ошибки могут быть легко обнаружены инженером пишущим это ПО, а также в ходе независимого тестирования и эксплуатационной деятельности. Специфические методы, которые поддерживают конструирование для верификации включают в себя стандарты написания кода для поддержки проверки кода, модульное тестирование, организацию кода для поддержки автоматизированного тестирования, ограниченное использование сложных или труднодоступных для понимания языковых структур и некоторые другие.

### Стандарты в конструировании
Стандарты, которые непосредственно затрагивают вопросы конструирования, включают:
- Использование внешних стандартов: стандарты для языков конструирования, инструменты конструирования, технические интерфейсы и взаимодействие между конструированием ПО и другими дисциплинами.
- Использование внутренних стандартов: минимизация сложности, предвидение изменений и конструирование для верификации.